# 邦盟汇骏集团
邦盟汇骏集团（英文:BM Intelligence Group）是一家金融顾问服务公司，于1995年由卢华威在香港創辦。邦盟汇骏集团在2001年在香港交易所香港創業板上市，當時上市編號是8158。2008年，卢华威以約9,995萬港元出售所持27.1%股權予必美宜。